# Desudaba insularis
Desudaba insularis är en insektsart som beskrevs av Schmidt 1911. Desudaba insularis ingår i släktet Desudaba och familjen lyktstritar. Inga underarter finns listade i Catalogue of Life.